# Lophocoleus acuta
Lophocoleus acuta là một loài bướm đêm trong họ Noctuidae.